# Distrito de Dingolfing-Landau
Dingolfing-Landau es uno de los 71 distritos en que está dividido administrativamente el estado alemán de Baviera.

## Ciudades y municipios
| Ciudades                            | Municipios                                                                          |                                                                                                  |
| ----------------------------------- | ----------------------------------------------------------------------------------- | ------------------------------------------------------------------------------------------------ |
| 1. Dingolfing 2. Landau an der Isar | 1. Eichendorf 2. Frontenhausen 3. Gottfrieding 4. Loiching 5. Mamming 6. Marklkofen | 1. Mengkofen 2. Moosthenning 3. Niederviehbach 4. Pilsting 5. Reisbach 6. Simbach 7. Wallersdorf |